# Cricula buruensis
Cricula buruensis är en fjärilsart som beskrevs av Jordan 1939. Cricula buruensis ingår i släktet Cricula och familjen påfågelsspinnare. Inga underarter finns listade i Catalogue of Life.